# Leszek Jakub Sławiński
Leszek Jakub Sławiński (ur. 1 maja 1927 w Kowlu, zm. 8 marca 1996 w Białymstoku), działacz opozycyjny, w latach 1942–1944 był żołnierzem Armii Krajowej. Utrzymywał kontakty z działaczami Komitetu Samoobrony Społecznej „KOR” w Warszawie.

## Życiorys
Do Solidarności należał od jesieni 1980. 12 października 1980 uczestniczył w spotkaniu, na którym powołano nowy Międzyzakładowy Komitet Założycielski w Białymstoku, pełnił w nim wówczas funkcję rzecznika prasowego. Od listopada 1980 był redaktorem naczelnym „Biuletynu Informacyjnego Międzyzakładowy Komitet Założycielski NSZZ Solidarność Region Białystok”. W lutym 1981 zrezygnował z pracy w „Biuletynie Informacyjnym”. Był w gronie osób ze środowisk twórczych, które poparły protest związku z 21 stycznia 1981. Od lutego 1981 redagował w Szczecinie pismo Krajowej Komisji Koordynacyjnej Pracowników Poligrafii NSZZ„Solidarność” – „Kwadrat”.